# Crithmum maritimum

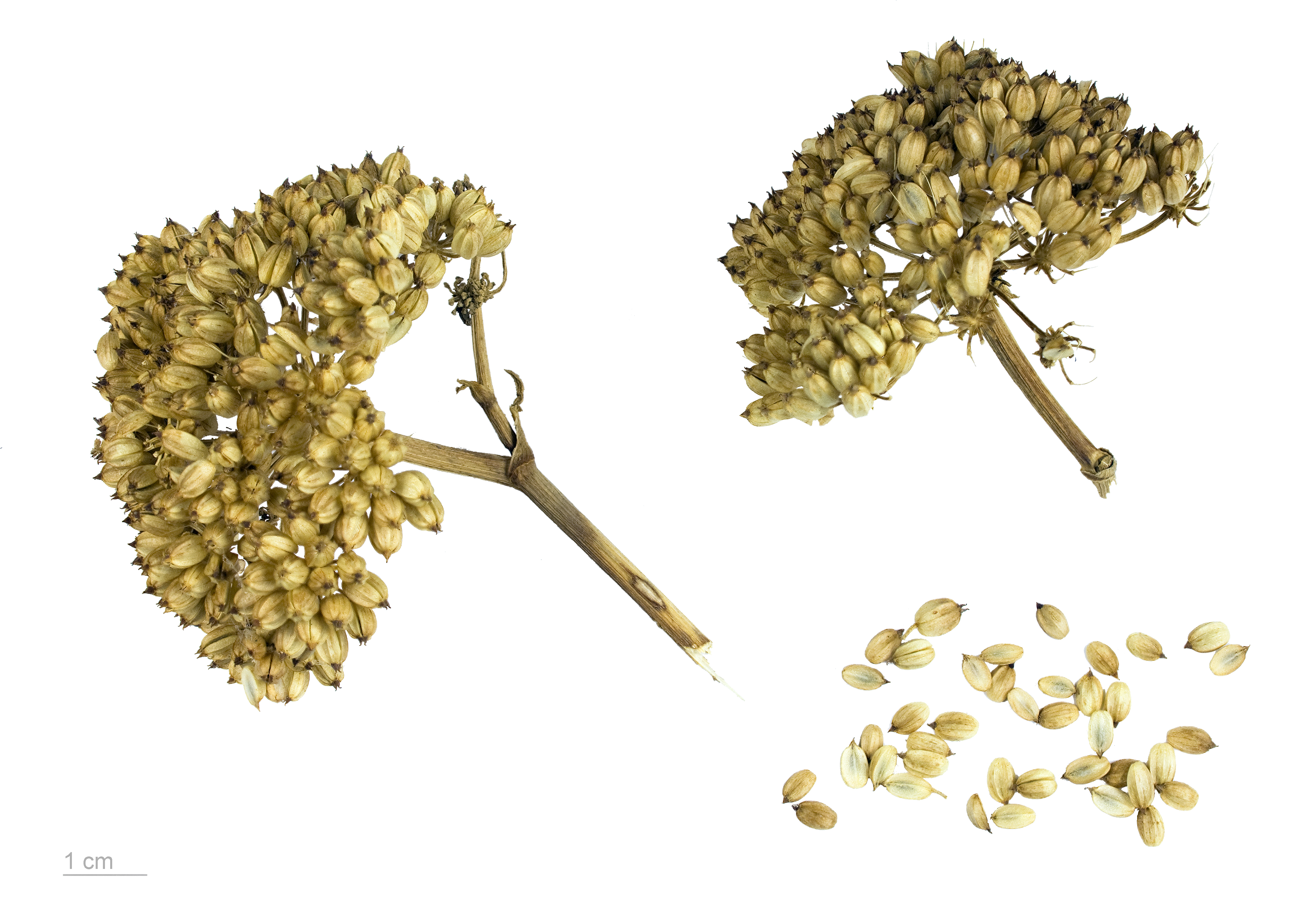
Crithmum maritimum - MHNT

Crithmum maritimum L., conhecido também como perrexil-do-mar e funcho-do-mar,  é a única espécie do género Crithmum, família Apiaceae.